# Comté de Carroll (Tennessee)
Pour les articles homonymes, voir Comté de Carroll.
Le comté de Carroll est un comté de l'État du Tennessee, aux États-Unis. Son siège est Huntingdon.